# Bouba Dobekreo
Bouba Dobekreo, né le 14 février 1958 dans le département de la Menoua (Cameroun), est un général camerounais connu pour avoir commandé l'armée camerounaise lors de l'insurrection de Boko Haram et de la crise anglophone au Cameroun.

## Biographie

### Naissance et études
Bouba Dobekreo naît le 14 février 1958 dans le département de Menoua de la région de l'Ouest du Cameroun, alors sous tutelle française. Il est admis à l'université de Yaoundé pour y étudier le droit et l'économie. Diplômé de l'École militaire de Yaoundé en 1983, Bouba Dobekreo fréquente également plusieurs académies militaires à travers le monde.

### Carrière militaire
Son premier commandement militaire est celui de chef de section de la 222e compagnie de combat basée à Bafoussam. La majeure partie de la carrière militaire de Bouba Dobekreo se déroule au sein du Bataillon d'intervention rapide (BIR). Il est nommé commandant en second du 3e BIR en 2005, puis commandant du 2e BIR en 2009. Entre 2009 et 2010, Bouba Dobekreo commande le 62e Bataillon d'infanterie motorisée basé à Nkambé avec le grade de colonel. Il dirige ensuite le centre d'entraînement du BIR à Koutaba, poste qu'il a quitté en 2015. En 2013, Bouba Dobekreo commande la 5e région militaire interarmées basée à Bamenda.
Le 14 août 2015, Bouba Dobekreo est nommé commandant du 1re secteur de la Force multinationale mixte (MNJTF). Un jour avant sa nomination, il est promu général de brigade,. Au sein de la MNJTF, Bouba Dobekreo est connu comme un « commandant extrêmement efficace »,. En avril 2016, Bouba Dobekreo dirige une opération au sein de la MNJTF qui libère 2 000 otages dans la région du lac Tchad. En octobre, Dobekreo félicite les forces nigériennes au sein de la MNJTF pour leur succès contre Boko Haram. En août 2022, Bouba Dobekreo reçoit des médailles des responsables de la MNJTF pour avoir participé et commandé l'opération Intégrité du Lac contre Boko Haram dans le lac Tchad. ActuCameroun déclare que Bouba Dobekreo avait tué plus de 800 combattants de Boko Haram au cours de son mandat.
En juillet 2022, Bouba Dobekreo est nommé à nouveau commandant de la 5e région militaire interarmées pour lutter dans la crise anglophone au Cameroun. Le président Paul Biya et le ministre de la Défense Joseph Beti Assomo pensaient que sa nomination dans la région aiderait à lutter contre le groupe séparatiste Red Dragon. Les séparatistes affriment avoir tué Bouba Dobekreo en février 2019 dans le Lebialem, mais cela s'est avéré être réfuté. Bouba Dobekreo mène également des opérations de lutte contre le braconnage à Ndjidda, dans le nord du Cameroun, ainsi que des opérations contre des groupes rebelles centrafricains. Il est apparu lors de la célébration de la Fête nationale le 20 mai 2023, à Yaoundé.